# ボロナイジング
ボロナイジング（英語: boronizing）とは、耐摩耗性、耐焼付け性の改善を図るため、鉄鋼製品にボロン化合物の表面層を生成させる処理。ホウ化処理とも呼ぶ。